# 소선여자중학교
소선여자중학교(小仙女子中學校)는 대한민국 대구광역시 수성구 만촌동에 있는 사립 중학교이다.

## 학교 연혁
- 1974년 12월 27일 : 학교법인 소선학원 설립 인가(본인가), 소선여자중학교 설립 인가(학년 당 10학급, 계 30학급), 위치 대구광역시 수성구 만촌3동 1046-6번지
- 1975년 1월 20일 : 2층 16개 교실 준공
- 1975년 3월 2일 : 초대 교장 신진욱 박사 취임
- 1975년 3월 6일 : 개교 및 75학년도 입학식 거행
- 1978년 1월 9일 : 제1회 졸업식 거행
- 1978년 10월 30일 : 5층 10개 교실 준공
- 1980년 7월 22일 : 학교법인 협성교육재단으로 법인 명칭 변경
- 2004년 2월 2일 : 교사 신축 이전(가 사용 및 주소지 변경 승인)
- 2019년 6월 14일 : 소선체육관 준공
- 2022년 1월 27일 : 제45회 졸업식(졸업색 258명, 총 졸업생 24,565명)
- 2022년 3월 2일 : 2022년 신입생 입학(296명)
- 2022년 9월 1일 : 제22대 허상관 교장 취임

## 참고 자료
- 소선여자중학교 - 한국교육학술정보원 학교알리미